# 1990年朝鮮民主主義人民共和國最高人民會議選舉
朝鮮民主主義人民共和國第九屆最高人民會議選舉在1990年4月22日舉行，以直選的方式決出687個最高人民會議的席位誰屬。與過去相同，本屆選舉的所有選區均只有一名參選人，而且他們全由執政黨朝鮮勞動黨在事前挑選。故此，朝鮮勞動黨足以控制整個的最高人民會議。據報導，這屆選舉的投票率為99.78%。
另外，在這次選舉中，當選的代議員中有2.9%為35歲以下、56.8%為36至55歲，另40.3%為55歲或以上。

## 結果
| 政黨           | 取得席位 | +/-  |
| -------------- | -------- | ---- |
| 朝鮮勞動黨     | 601席    | ▼54  |
| 朝鮮社會民主黨 | 51席     | ▲51  |
| 天道教青友黨   | 22席     | ▲22  |
| 朝鮮總聯       | 13席     | ▲13  |
| 總計           | 687席    | ▲ 32 |

## 資料來源
1. ↑  Nohlen, D, Grotz, F & Hartmann, C (2001) Elections in Asia and the Pacific: A Data Handbook: South East Asia, East Asia, and the Pacific Volume 2, p404 ISBN 0-19-924959-8
2. ↑  Nohlen, D, Grotz, F & Hartmann, C (2001) Elections in Asia and the Pacific: A Data Handbook: South East Asia, East Asia, and the Pacific Volume 2, p403 ISBN 0-19-924959-8
3. ↑   (PDF).   [2013-11-29]. （原始内容存档 (PDF)于2006-08-19）.